# 공직자의 병역공개 사건
공직자의 병역공개 사건(2007.5.31. 2005헌마1139)은 대한민국의 헌법재판소 판례이다.

## 사실관계
청구인징병검사에서 한쪽 눈 실명으로 병역면제 처분을 받은 공무원으로 '공직자등의 병역사항 신고 및 공개에 관한 법률'에 따라 질병명과 함께 병역사항을 신고하였는데, 이 정보가 공개되는 법률 조항들이 사생활 비밀과 자유, 직업선택의 자유 등의 기본권을 침해한다고 주장하면서 위헌확인을구하는 헌법소원심판을 청구하였다.

## 결론
헌법불합치

## 이유

### 사생활의 비밀과 자유
이 권리로는 개인의 내밀한 내용의 비밀을 유지할 권리, 개인이 자신의 사생활의 불가침을 보장받을 수 있는 권리, 개인의 양심영역이나 성적 영역과 같은 내밀한 영역에 대한 보호, 인격적인 감정세계의 존중과 권리와 정신적인 내면생활이 침해받지 아니할 권리 등이 있다. 질병명은 신체상의 특징이나 건강상태에 관한 사적 정보이므로 이를 개인의 의사와 무관하게 일방적으로 공개하는 것은 그 개인의 사생활의 비밀과 자유를 제한하는 것이다.

### 과잉금지원칙위배 여부
병역의무의 공평하고 충실한 이행을 담보하고 병역의무의 기피를 차단하기 위한 적절한 규제와 조치를 강구하는 것이 병역공개제도의 취지이다. 질병 중에는 인격 또는 사생활의 핵심에 관련되는 것과 그렇지 않은 것이 있고 후자의 질병은 몰라도 전자의 질병까지 무차별적으로 공개토록 하는 것은 사생활 보호의 헌법적 요청을 거의 고려하지 않은 것이다. 공정한 판정에 따른 정당한 면제처분을 받았던 공무원들의 질병명마저 공개되게 된다. 4급이상의 공무원 모두를 대상으로 삼아 내밀한 사적 영역에 근접하는 민감한 개인정보인 질병명을 공개토록 한 것은 지나치게 포괄적이고 광범위하다. 따라서 헌법불합치 결정을 한다.

## 참고 문헌
- 헌법재판소 판례 2007.5.31. 2005헌마1139 [헌법불합치]
- 정회철, 중요판례 200, 여산 2012.